# Czarnocin (gmina, Łódź)
Pour les articles homonymes, voir Czarnocin.
Czarnocin est une gmina rurale (gmina wiejska) du powiat de Piotrków, dans la Voïvodie de Łódź, dans le centre de la Pologne.
Son siège administratif (chef-lieu) est le village de Czarnocin, qui se situe environ 19 kilomètres (km) au nord de Piotrków Trybunalski (siège du powiat) et 28 kilomètres au sud-est de la capitale régionale Łódź (capitale de la voïvodie).
La gmina couvre une superficie de 72,74 km2 pour une population de 4 073 habitants en 2006.

## Géographie

Position de la gmina dans le powiat

La gmina inclut les villages de:
- Bieżywody
- Biskupia Wola
- Budy Szynczyckie
- Czarnocin
- Dalków
- Grabina Wola
- Kalska Wola
- Rzepki
- Szynczyce
- Tychów
- Wola Kutowa
- Zamość
- Zawodzie

### Gminy voisines
La gmina de Czarnocin est voisine des gminy suivantes :
- Będków
- Brójce
- Moszczenica
- Tuszyn

## Administration
De 1975 à 1998, la gmina était attachée administrativement à l'ancienne voïvodie de Piotrków.

Depuis 1999, elle fait partie de la nouvelle voïvodie de Łódź.

## Structure du terrain
D'après les données de 2007, la superficie de la commune de Czarnocin est de 72,74 kilomètres carrés, répartis comme telle :
- terres agricoles : 86 %
- forêts : 7 %

La commune représente 5,02 % de la superficie du powiat.

## Démographie
Données du 31 décembre 2007 :
| Description        | Total  | Total | Femmes | Femmes | Hommes | Hommes |
| ------------------ | ------ | ----- | ------ | ------ | ------ | ------ |
| Unité              | Nombre | %     | Nombre | %      | Nombre | %      |
| Population         | 4 051  | 100   | 2 123  | 52,4   | 1 928  | 47,6   |
| Densité (hab./km²) | 56     | 56    | 30     | 30     | 27     | 27     |